# Riverton (Kansas)
Riverton es un lugar designado por el censo ubicado en el condado de Cherokee  en el estado estadounidense de Kansas. En el año 2010 tenía una población de 107 habitantes.

## Geografía
Riverton se encuentra ubicado en las coordenadas 37°4′29.52″N 94°42′16.7″O / 37.0748667, -94.704639 (37.074868° -94.704638°).